# Милос (периферийная единица)
Милос (греч. Περιφερειακή ενότητα Μήλου) — одна из периферийных единиц Греции. Это часть региона Южные Эгейские острова. Периферийная единица охватывает острова Кимолос, Милос, Серифос, Сифнос и несколько более мелких островов в Эгейском море.

## Администрация
Периферийная единица Милос была создана в 2011 году из части бывшей Кикладской Префектуры в рамках правительственной реформы Калликратиса. Она подразделяется в 4 муниципалитета:
- Кимолос
- Милос
- Сефирос
- Сифнос

## Провинция
Провинция Милос (греч. Επαρχία Μήλου) была одной из провинций Кикладской Префектуры. Она имела ту же территорию, что и нынешняя периферийная единица. Упразднена в 2006 году.